# Али (Грузия)
Али (груз. ალი) — село в Грузии. Находится в Хашурском муниципалитете края Шида-Картли. Высота над уровнем моря составляет 760 метров. Население — 1068 человек (2014).
Как отмечает «Гeогpaфичeско-стaтистичecкий cлoваpь Рoссийcкой Импepии», по состоянию на 1863 год в селе проживали главным образом армяне, евреи и грузины 